# The Davis Sisters
The Davis Sisters was een Amerikaans countryduo.

## Geschiedenis
De carrière van The Davis Sisters begon in 1949, toen Betty Jack Davis en Mary Frances Penick elkaar ontmoetten in de highschool. In tegenstelling tot wat de naam zou doen vermoeden, waren de twee geen familie van elkaar. Beide dames raakten snel bevriend en vormden kort daarna een muzikaal duo. Om zich The Davis Sisters te kunnen noemen, veranderde Penick haar naam in Skeeter Davis. Aan het begin van de jaren 1950 traden beiden samen op in radioshows als de Big Barn Frolic in Michigan en de Kentucky Mountain Barn Dance. Samen met Roy Hall en zijn Cohutta Mountain Boys namen ze als achtergrondkoor hun eerste plaat op. In 1953 kregen ze een platencontract bij RCA Victor en hun eerste song werd direct hun grootste hit. I Forgot More Than You'll Ever Know bereikte tijdens hetzelfde jaar de toppositie van de Hot Country Songs. De B-kant was de country boogie-titel Rock-a-Bey Boogie, die een voorloper was van de latere rockabilly. Gelijkende nummers verschenen later met Gotta Git a-Goin', Christmas Boogie en Fiddle Faddle Boogie.
Helaas werd het duo betrokken bij een zwaar auto-ongeluk, waarbij Betty Jack het leven liet. Skeeter overleefde het ongeluk en hield het duo in stand met Betty's zus Georgie. Grote hits hadden ze echter niet meer. Alleen voor muziekwetenschappers en rockabilly-fans zijn enkele nummers interessant. Aan het begin van de jaren 1960 werd het duo opgeheven. Skeeter Davis startte een solocarrière, waarmee ze meer bekendheid kreeg.

## Discografie

### Singles
RCA Victor
- 1953:	I Forgot More Than You'll Ever Know / Rock-a-Bye Boogie
- 1953:	Sorrow and Pain / You're Gone
- 1954:	Gotta Git a-Goin' / Takin' Time Out for Tears
- 1954:	Foggy Mountain Top / You Weren't Ashamed to Kiss Me Last Night
- 1954:	Just Like Me / Show Me
- 1954:	Christmas Boogie / Tomorrow I'll Cry
- 1955:	Ever Lovin' / Tomorrow's Another Day to Cry
- 1955:	Come Back to Me / Fiddle Diddle Boogie
- 1955:	I'll Get Him Back / I've Closed the Door
- 1955:	Baby Be Mine / It's the Girl Who Get's the Blame
- 1956: (?)Blues for Company / Don't Take Him for Granted
- 1956: (?)Lonely and Blue / Lying Brown Eyes

### Albums
- 1994: Memories (Bear Family Records)